# Larnel Coleman
Larnel Coleman (Malden, 22 giugno 1998) è un giocatore di football americano statunitense che milita nel ruolo di offensive tackle nella National Football League (NFL) e dal 2023 è free agent.

## Carriera

### Miami Dolphins
Al college Coleman giocò a football all'Università del Massachusetts. Fu scelto nel corso del settimo giro (231º assoluto) nel Draft NFL 2021 dai Miami Dolphins. Il 31 agosto 2021 fu inserito in lista infortunati.
Il 30 agosto 2022 Coleman fu svincolato dai Dolphins, rifirmando con la squadra di allenamento il giorno successivo.

### Carolina Panthers
Il 25 ottobre 2022 Coleman firmò con i Carolina Panthers. Fu svincolato il 26 agosto 2023.